# Балаково (станция)
Балаково — железнодорожная станция Саратовского отделения Приволжской железной дороги, находящаяся в городе Балаково Саратовской области России.
Движение поездов осуществляется на тепловозной тяге, однако при реконструкции станции на рубеже 1980-х и 1990-х годов был сделан задел под электрификацию, так как по планам ход Ртищево — Аткарск — Курдюм — Липовский — Сенная — Балаково — Пугачёв — Красногвардеец должен был быть электрифицирован на переменном токе ещё к 1995 году. В 2017 при поддержке компании «РЖД» был произведён ремонт в здании вокзала, а также мостового перехода и платформ.

## Деятельность
На станции Балаково осуществляются следующие виды коммерческих операций:
- продажа пасс. билетов. Приём, выдача багажа;
- приём/выдача повагонных отправок грузов (открытая площадка);
- приём/выдача мелких отправок грузов (крытые склады);
- приём/выдача повагонных и мелких отправок (подъездные пути);
- приём/выдача повагонных отправок грузов (крытые склады);
- приём/выдача грузов в универсальных контейнерах (3т и 5т);
- приём/выдача грузов в универсальных контейнерах (20т);
- приём/выдача мелких отправок грузов (открытая площадка).

## Дальнее сообщение
По состоянию на июнь 2019 года через станцию курсируют следующие поезда дальнего следования:

### Круглогодичное движение поездов
| № поезда | Маршрут движения      | № поезда | Маршрут движения      |
| -------- | --------------------- | -------- | --------------------- |
| 47       | Балаково — Москва     | 48       | Москва — Балаково     |
| 103      | Уфа — Саратов         | 104      | Саратов — Уфа         |
| 345/346  | Нижневартовск — Адлер | 345/346  | Адлер — Нижневартовск |

### Сезонное движение поездов
| № поезда | Маршрут движения         | № поезда | Маршрут движения         |
| -------- | ------------------------ | -------- | ------------------------ |
| 241      | Иркутск — Адлер          | 242      | Адлер — Иркутск          |
| 251      | Барнаул — Адлер          | 252      | Адлер — Барнаул          |
| 269      | Чита — Адлер             | 270      | Адлер — Чита             |
| 273      | Северобайкальск — Адлер  | 274      | Адлер — Северобайкальск  |
| 453      | Уфа — Новороссийск       | 454      | Новороссийск — Уфа       |
| 455      | Челябинск — Новороссийск | 456      | Новороссийск — Челябинск |
| 477      | Челябинск — Адлер        | 478      | Адлер — Челябинск        |
| 565      | Балаково — Москва        | 566      | Москва — Балаково        |